# Gandalf Alfgeirsson
Gandalf Alfgeirsson (nórdico antiguo: Gandálfr Álfgeirsson, c.705-768)) fue un rey vikingo legendario de Alvheim y Vingulmark en el siglo IX, al sureste de Noruega y se le conoce por la mención de su figura en la saga Heimskringla de Snorri Sturluson.
Heimskringla cita que Gandalf recibió el reino de su padre Alfgeir. Gandalf luchó contra Halfdan el Negro por la posesión del territorio, pero finalmente llegaron a un acuerdo para compartir el dominio entre ambos.
En otro episodio, aparentemente tras la muerte de Gandalf, sus tres hijos, Hysing, Helsing y Hake, intentaron emboscar a Halfdan el Negro una noche, pero el rey pudo escapar por el bosque. Halfdan pudo regresar a su territorio y organizó un ejército con el que derrotó a los hermanos, matando a Hysing y Helsing, pero Hake escapó y Halfdan se hizo con el poder de Vingulmark.

## Herencia
Se desconoce el nombre de su consorte, pero las sagas testimonian la existencia de cinco hijos:
- Alfhild Gandolfsdatter (n. 710), quien se casó con Sigurd Ring y sería madre del famoso Ragnar Lodbrok.
- Alfarin, rey de Alvheim.
- Hysing (n. 737)
- Helsing (n. 739)
- Hake Gandalfsson o Haki (n. 741)